# Cywilizacja. Legenda
Cywilizacja. Legenda – legenda Cypriana Kamila Norwida z 1861 napisana niedługo po przeczytaniu informacji o katastrofie parowca Pacific.

## Okoliczności powstania utworu
Legenda Cywilizacja została napisana krótko po przeczytaniu przez Norwida w prasie notatki z sierpnia  1861 o zatonięciu parowca Pacific, na którego pokładzie pisarz powrócił w 1854 ze Stanów Zjednoczonych. Na kształt utworu złożyły się pamięć jego własnych podróży przez ocean i zagłębianie się w problematykę cywilizacji chrześcijańskiej. Scalił te dwa wątki napotkany w Legendzie Krasińskiego obraz  wielkiego i posępnego okrętu, bez płócien i masztów, który Norwid w czwartej lekcji wykładów O Juliuszu Słowackim odczytał jako obraz współczesnej sobie cywilizacji w sposób mechaniczny wiążącej i popędzającej ludy.

## Treść
Bohater-narrator zmęczony żeglugą na żaglowcach, wbrew obiekcjom swego młodego przyjaciela, wybrał wygodny parowiec, zwany Cywilizacją, aby wykorzystać to wszystko, co ofiaruje epoka. Wszedłszy na pokład, chciał odszukać swego znajomego, lekarza, który jakiś czas temu, z powodu nadmiernego napływu pacjentów, wycofał się z praktyki, by nie szkodzić potrzebującym. Nie mógł go jednak dojrzeć z powodu krzątaniny służby okrętowej. Natknął się natomiast na ambasadorów jakiegoś dzikiego książątka, którzy podziwiali, że wszystko jest tak równo i gładko.
Trzeciego dnia zerwała się burza. Wyszedł wówczas na pokład energiczny oficer, żeby sprawdzić czy jest coś do poskromienia. Żywioł jednak drwił sobie z niego. Wstąpili potem na pokład młoda dama w lekkim obuwiu i towarzyszący jej urodziwy młodzieniec. Narrator chciał jej zwrócić uwagę, że z powodu zbyt lekkiego obuwia może sobie zaszkodzić na zdrowiu. Jego przyjaciel ostrzegł go jednak, że jej towarzysz mógłby się obrazić. Jest to człowiek niezwykle czuły, mówi o sobie, że jest artystą, bez problemu potrafi zbałamucić cudzą żonę, albo zatrzymać na pamiątkę cudzą własność. Obok narratora i jego przyjaciela usiadł mężczyzna owinięty szkockim płaszczem, o którym mówiono, że jest konspiratorem. Czyhał na niego korespondent pewnego dziennika, a majtkowie pozdrawiali go masońskimi znakami. Po burzy wyszło słońce i ukazała się tęcza. Wtedy wylegli na pokład liczni podróżni: ksiądz misjonarz w towarzystwie kilku zakonnic, którzy aby uniknąć drwin rzadko się pokazywali. Pojawili się też emigrant i archeolog. Emigrant mając dość prześladowania w Europie postanowił udać się poza jej granice. Ponieważ był rzymianinem, chciał stolicę wolnych Włoch ustanowić w Rzymie. Archeolog zaś chciał by stolicą przyszłej Polski była Kruszwica. Tymczasem Emigrant zaczął wyśmiewać kapucyna w związku z udziałem Ducha Świętego w sprawach Kościoła. Zamilkł jednak na widok dziennikarza.
Siódmego dnia wyszedłby na pokład narrator odczuł wielki smutek nieznanego pochodzenia. W pewnym momencie zobaczył ambasadorów dzikiego książątka, dla których wszystko było równo i gładko i uświadomił sobie, że jego smutek pochodzi z samotności, stąd, że zanim otworzy usta, już wie co kto odpowie: co człowiek czuły, co energiczny oficer, co emigrant. Prawda wydala mu się rezultatem ścierania się pojedynczych humorów, próżnią, której naprawdę nie ma, więc kłamstwem, wynikiem redakcji myśli i zdań. Wydała mu się woltyżerką skaczącą przez zasłoniętą bibułą obręcz. Wtem wiatr porwał kapelusz z napisem: Cywilizacja jednemu z chłopców okrętowych i rzucił go w morze.
Wraz z wiatrem pojawiły się bryły lodu. Zbliżały się oderwane od bieguna północnego. Zrobiło się zimno i mrok zapadł. Służba zaczęła mniej dokładnie wypełniać polecenia. Młodzieniec czuły zbierał klucze od toreb. Morze zaczęło ciskać bryłami lodu. W kuchni kilku majtków zabrało się do opróżniania beczki wódki. Kapitan zastrzelił dwóch z nich, reszta mu się podporządkowała. W salonie redaktor jął tworzyć komitet zaufania, kiedy potężna bryła lodu wstrząsnęła okrętem. Na pokład wyszedł kapucyn z krzyżem, ale go kapitan przepędził, a redaktor zaczął coś mówić o przesądach ultramontańskich. Kapitan rozkazał maszyniście, by zwiększył ogień pod kotłem, gdy na okręt natarły z dwóch stron dwie góry lodowe. Narrator chciał gdzieś iść, ale dostał w czoło wielkim odłamem lodowym, porwany uczuł, że upada na miękki przedmiot, który był ramieniem.
Dużo później rozpoznał, że opiera się o ramię siostry szarej, podobnej do jednej z tych, które były na statku. Zobaczywszy na jej habicie, plamę wosku, chciał ją strącić, ale ona odpowiedziała: wosk ten zostaw, albowiem jest z gromnicy, którą na pogrzebie twoim trzymałam.